# غريغ سميث (رجل أعمال)
غريغ سميث (بالإنجليزية: Greg Smith)‏ هو شخصية أعمال بريطاني، ولد في 18 مايو 1956.